# Robert Brouwer
Pour les articles homonymes, voir Brouwer.
Edouard Robert Brouwer, dit Robert Brouwer, né le 29 septembre 1907, à Bruxelles, et décédé le 8 août 1997 à La Hulpe, en Belgique, est un athlète belge de course à pied et joueur de basket-ball. Il a également été journaliste sportif.

## Biographie
Robert Brouwer entre à l'administration communale d'Anderlecht le 1er août 1930 et termine sa carrière comme chef comptable le 31 mai 1968.

Il fait ses débuts sportifs à l'Union saint-gilloise. Il y rencontre la nageuse Laurence Roussel, qu'il épouse le 26 septembre 1931. Le 10 février 1935 leur naît un fils, Marcel, qui deviendra alpiniste et membre du Club alpin belge.

Parallèlement à sa carrière de fonctionnaire, il crée en 1935 la rubrique "Basket-ball" au journal le "Vingtième Siècle" puis au journal "Les Sports" (que reprendra "la Dernière Heure"). Il y est le responsable de cette rubrique jusqu'en 1977.

## Palmarès
Il participe à plusieurs rencontres internationales en athlétisme et en basket-ball.

Il est champion de Belgique du 200 mètres en 1929.

À la même époque, il est détenteur du record de Belgique du 300 mètres en 35,4 secondes.

Il est membre des Belgian Lions au Championnat d'Europe de basket-ball en 1935.

Il en est le capitaine aux Jeux olympiques de Berlin en 1936, l'année où le basket-ball devient un sport olympique.

## Distinctions honorifiques
- Croix civique de 1ère classe
- Chevalier de l'Ordre de Léopold II
- Médaille de Bronze du Mérite sportif
- Médaille d'Or de l'Éducation Physique, des Sports et de la Vie en plein air
- Médaille de Bronze de l'Institut national de l'Éducation physique et des Sports